# Ninox
Ninox és un gènere d'ocells de la família dels estrígids (Strigidae).

## Taxonomia
Segons la classificació del Congrés Ornitològic Internacional (versió 13.1, 2023), aquest gènere està format per 37 espècies:
- nínox de les Andaman (Ninox affinis).
- nínox rialler (Ninox albifacies).
- nínox australià (Ninox boobook).
- nínox de les Togian (Ninox burhani).
- nínox cridaner (Ninox connivens).
- nínox de les Tanimbar (Ninox forbesi).
- Nínox de Timor (Ninox fusca).
- nínox de Buru (Ninox hantu).
- nínox de Halmahera (Ninox hypogramma).
- nínox canyella (Ninox ios).
- nínox boreal (Ninox japonica).
- nínox de Tasmània (Ninox leucopsis).
- nínox de Camiguin (Ninox leventisi).
- nínox de Manus (Ninox meeki).
- nínox de Mindoro (Ninox mindorensis).
- nínox de Christmas (Ninox natalis).
- nínox de Nova Zelanda (Ninox novaeseelandiae).
- nínox fosc (Ninox obscura).
- nínox ocraci (Ninox ochracea).
- nínox de Nova Bretanya (Ninox odiosa).
- nínox de Luzon (Ninox philippensis).
- nínox d'Alor (Ninox plesseni).
- nínox puntejat (Ninox punctulata).
- nínox de Rand (Ninox randi).
- nínox de les Sulu (Ninox reyi).
- nínox de Roti (Ninox rotiensis).
- nínox de Sumba gros (Ninox rudolfi).
- nínox rogenc (Ninox rufa).
- nínox de Cebu (Ninox rumseyi).
- nínox bru (Ninox scutulata).
- nínox de Mindanao (Ninox spilocephala).
- nínox de Romblon (Ninox spilonotus).
- nínox de Seram (Ninox squamipila).
- nínox gros (Ninox strenua).
- nínox de Sumba menut (Ninox sumbaensis).
- nínox de Nova Guinea (Ninox theomacha).
- nínox de les Bismarck (Ninox variegata).

Tanmateix, per altres obres taxonòmiques, com el Handook of the Birds of the World i la quarta versió de la BirdLife International Checklist of the birds of the world (Desembre 2019), el gènere Ninox conté 41 espècies, car hi afegeixen 4 espècies classificades pel COI al gènere Athene: A. jacquinoti, A. granti, A. malaitae i A. roseoaxillaris.